# 치브카물쥐속
치브카물쥐속(Chibchanomys)은 비단털쥐과 목화쥐아과에 속하는 설치류 속의 하나이다. 2종을 포함하고 있다.

## 특징
작은 설치류로 꼬리 길이 115~133mm를 제외한 몸길이가 102~125mm이고 몸무게는 최대 41g이다.

## 분포
남아메리카 서부의 콜롬비아와 페루 사이에서 널리 발견된다.

## 하위 종
- 카하스물쥐 (Chibchanomys orcesi)
- 치브카물쥐 (Chibchanomys trichotis)